# Timeless Love
Timeless Love è un album in studio di Smokey Robinson, pubblicato dalla New Door Records nel 2006. Ha raggiunto il numero 109 nella classifica degli album di Billboard. Nel 2007, l'album è stato nominato, ma non ha vinto, un Grammy Award per il miglior album pop vocale tradizionale.

## Tracce
1. You Go to My Head – 4:31 (John Frederick Coots, Haven Gillespie)
2. I'm in the Mood for Love/Moody's Mood for Love – 5:05 (Dorothy Fields, Jimmy McHugh)
3. Our Love Is Here to Stay – 5:29 (George Gershwin, Ira Gershwin)
4. Fly Me to the Moon (In Other Words) – 3:20 (Bart Howard)
5. Night and Day – 5:51 (Cole Porter)
6. I'm Glad There Is You – 3:40 (Jimmy Dorsey, Paul Mertz)
7. More Than You Know – 3:17 (Edward Eliscu, Billy Rose, Vincent Youmans))
8. Speak Low – 4:09 (Ogden Nash, Kurt Weill)
9. Time After Time – 5:10 (Cahn, Rob Hyman, Styne)
10. I Can't Get You Anything But Love (Baby) – 2:49 (Fields, McHugh)
11. I Love Your Face – 2:56 (Smokey Robinson)
12. I've Got You Under My Skin – 4:29 (Porter)
13. Tea for Two – 5:04 (Irving Caesar, Youmans)